# تشارلي فراي
تشارلي فراي (بالإنجليزية: Charlie Frye)‏ هو لاعب كرة قاعدة أمريكي، ولد في 17 يوليو 1914 في هيكري في الولايات المتحدة، وتوفي بنفس المكان في 25 مايو 1945.